# Predore
Predore [pɾeˈdoːre] (Predùr [pɾɛˈduɾ] in dialetto bergamasco) è un comune italiano di 1 859 abitanti della provincia di Bergamo in Lombardia. Situato sulla sponda occidentale del lago d'Iseo, dista circa 31 chilometri a est dal capoluogo orobico.

## Origini del nome
Sicuramente i primi reperti ritrovati ci riportano all'epoca romana ed è al popolo dei latini a cui dobbiamo il nome Predore: infatti per quanto riguarda l'origine etimologica abbiamo due teorie, secondo la prima il nome deriva da PREDA, che significa bottino di caccia, mentre un'altra propone la teoria di PRAEDIUM, facendo riferimento al console e pretore romano Nonius Arius Mucianus che qui si stabilì nel III secolo. Preda in dialetto locale significa pietra ed altre teorie suppongono che dalla declinazione "Predù" derivi il nome del comune, in rapporto all'imponente carattere della parete del Corno.

## Storia
Situato poco oltre la Valcalepio, sulla sponda destra del lago d'Iseo (il quale divide la provincia bresciana da quella bergamasca), non è facile stabilirne le origini.
Di tale epoca numerosi sono i reperti ritrovati: i resti di una strada romana che assieme all'antico porto faceva di Predore un centro attivo, alcune monete risalenti tutte al III secolo, residui di pavimentazione interna che per struttura e disegno precisavano l'epoca di formazione romana che vennero ritrovati scavando nella contrada del lago.
Inoltre ad inizio secolo facendo degli scavi per l'erezione del nuovo municipio si rinvenne la base di vasche balneari che fanno supporre che i romani venissero a villeggiare sulle nostre spiagge. Altra testimonianza della presenza romana è il tempio della dea Diana, dea dei boschi e delle selve, della selvaggina in sasso bianco alto 90 cm e largo 60 donato nel 1743 al comune di Bergamo.
Importante testimonianza è il rinvenimento di un fonte battesimale paleocristiano, che attesta la diffusione del cristianesimo già prima dell'anno 1000.
Nel Medioevo Predore era un fortilizio sicuramente alla pari dei comuni vicini, in riva al lago sorgeva il palazzo del signorotto difeso da due torri, una merlata dimezzata e l'altra che risulta ora modificata, da una cinta muraria a nord e dalle barriere naturali costituite dal lago e dal fosso del torrente Rino. Per quanto riguarda gli spunti bellicosi in questo territorio si limitano al conflitto tra guelfi e ghibellini.
A Predore, comune a prevalenza guelfa, capeggiava la famiglia Foresti, tra cui va ricordato Micideno, erudito e autorevole, non mancavano però i ghibellini. La mezza torre, simbolo del Comune, si ricollega leggendariamente alle diatribe tra queste due fazioni.
Da ricordare anche il grande impegno e apporto dei Predorini nei due conflitti mondiali che viene ricordato con il parco delle rimembranze presso San Rocco.
Durante un'esplorazione alla grotta Bus del Coren tra le rupi che sovrastano l'abitato, alcuni saggi nel terreno consentirono di portare alla luce importanti reperti del periodo Neolitico. Scoperta di notevole importanza archeologica, essendo queste le uniche attestazioni di insediamenti in grotta di tale periodo in tutto il territorio bergamasco.

### Simboli
Lo stemma e il gonfalone del Comune di Predore sono stati concessi con decreto del presidente della Repubblica del 16 ottobre 1954.
(D.P.R. 16.10.1954 concessione di stemma e gonfalone)
La mezza torre ricorda le vicende feudali del paese; l'arco con la freccia fa riferimento all'ipotesi che l'etimologia del nome provenga da Preda.
Il gonfalone è un drappo inquartato di azzurro e di bianco.

## Monumenti e luoghi d'interesse
Arrivando da Sarnico, dopo la località Eurovil, si trova la chiesetta romanica di San Giorgio, dove alcuni interventi di ripristino hanno evidenziato le caratteristiche architettoniche medievali del piccolo edificio.
Proseguendo per circa un chilometro si giunge nel centro del paese, posto su un declivio tra lago e collina, formato dai sedimenti del torrente Rino, che qui trova sfogo nel lago d'Iseo.
Nell'ariosa piazza Vittorio Veneto, sorge il municipio, affiancato a sinistra dalla storica fontana dell'anno 1709 e dall'olmo a cui un tempo era intitolata la piazza. 

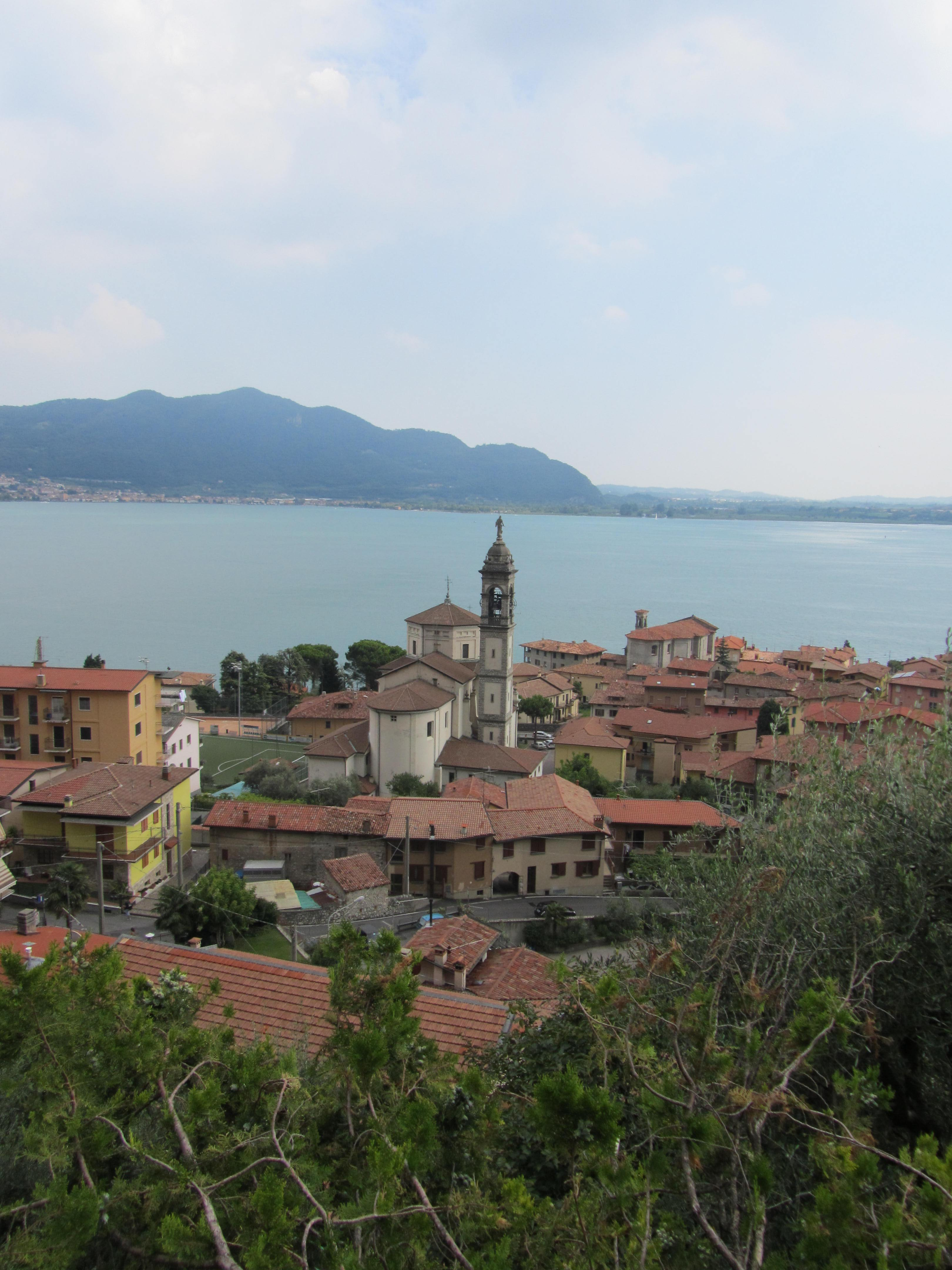
Panorama del comune

L'antica pieve, sconsacrata, venne eretta prima dell'anno 1000 nell'antico borgo a lago di Predore, e nel corso dei secoli subì molteplici trasformazioni che ne compromisero la struttura altomedievale. La facciata orientata verso il lago è semplice nella forma, la pianta è ad unica navata di stile barocco, la copertura è a capriate e sostituisce la volta che è crollata per via del periodo di abbandono che ha subito, nei primi anni 2000 è stata interessata da un intervento di riqualificazione atto a renderla idonea come Centro Civico polivalente.
In riva al lago, all'interno della pregevole villa fam. Lago -poi Lanza- si trova la Mezza Torre del XII secolo, che faceva parte della fortificazione di Predore. Le credenze popolari raccontano di due fratelli, l'uno guelfo e l'altro ghibellino, venuti a contesa e che vollero uno lasciare in piedi, e l'altro abbattere la torre. In realtà non è certo che cosa sia stato a provocare il crollo del mastio.
L'altro centro storico arroccato a monte della strada rivierasca conserva alcuni resti dell'antico borgo fortificato e del castello medievale; caratteristiche sono invece le strette viuzze che si articolano in ripido pendio fino ai margini più elevati del nucleo abitato.
A nord del paese, in una stupenda posizione a mezza montagna sorge il Santuario della Madonna della Neve, edificato nel XV secolo; esso subì in successione profonde trasformazioni e ampliamenti. Il santuario è accessibile per una strada particolarmente ripida, o a piedi per una scalinata di ben 288 gradini. Ottimo da qui il panorama sul lago e sulla riserva ambientale delle Torbiere di Iseo.
Nella parte orientale del comune sorge il cosiddetto Corno di Predore, area di grande interesse scientifico e naturalistico.

### Chiesa arcipresbiterale plebana

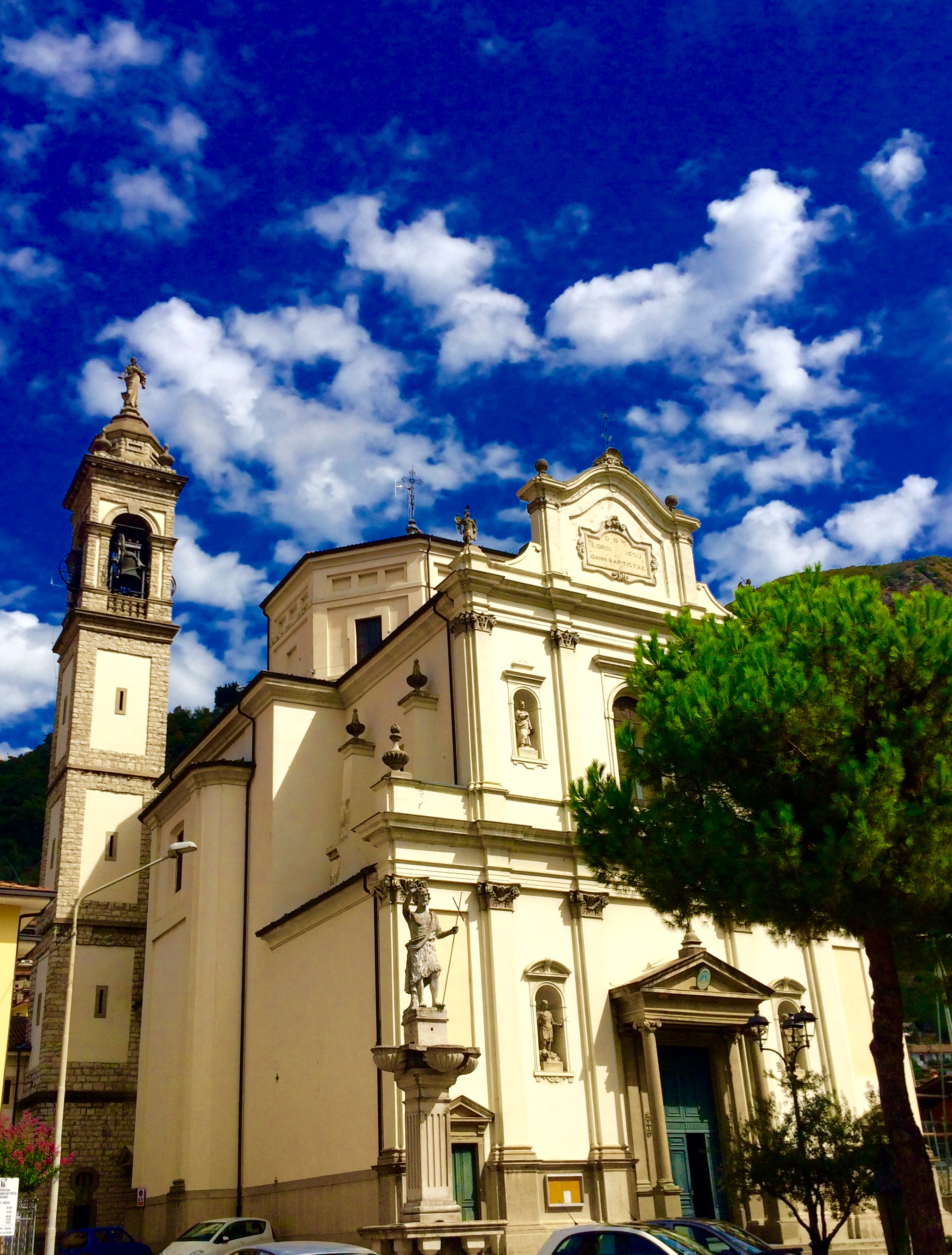
Chiesa arcipresbiterale plebana del Sacro Cuore di Gesù e San Giovanni Battista

- La chiesa arcipresbiterale plebana del Sacro Cuore di Gesù e San Giovanni Battista sorge a est di piazza Vittorio Veneto e venne edificata nel 1909 su progetto del professore Giovanni Barboglio e dell'ingegnere Luigi Angelini. Il titolo di Arcipresbiterale Plebana indica che è la chiesa matrice della 14 parrocchie afferenti al vicariato di Predore, diocesi di Bergamo. L'interno conserva il dipinto Madonna con San Felice da Cantalice di Francesco Zucco (XVII secolo). L'organo a doppia tastiera, provvisto di 20 registri, è un gioiello ceciliano commissionato alla ditta Marzoli & Rossi di Varese nel 1925, autentico esempio di trasmissione tubolare-pneumatica inalterata. L'attiguo campanile di metri 45 d'altezza, ultimato nel 1921, vanta un concerto di 8 campane in tonalità Do3 grave lombardo, fuso nel 1950 dalla fonderia pontificia Angelo Ottolina di Bergamo per un peso complessivo di 60 quintali, di cui 18,64 quintali la campana maggiore.
- Il Vicariato di Predore n° 20 è stata una suddivisione amministrativa della diocesi di Bergamo comprendente le parrocchie di Adrara San Martino, Adrara San Rocco, Credaro, Foresto Sparso, Gandosso, Paratico (Bs), Parzanica, Predore, Sarnico, Tavernola Bergamasca, Viadanica, Vigolo, Villongo Sant'Alessandro e Villongo San Filastro. Con il sinodo diocesano dell'anno 1574 il vescovo di Bergamo Federico Corner nell'intento di realizzare la riforma promossa dal Concilio di Trento e caldeggiata soprattutto dal metropolita di Milano Carlo Borromeo, avviò una radicale riorganizzazione della struttura diocesana: erano abolite le circoscrizioni plebane e venivano introdotte le vicarie. Un'eco di queste innovazioni è riscontrata già a partire dal 1575, proprio in occasione della visita pastorale di Carlo Borromeo, quando vediamo spartito l'antico nucleo delle parrocchie sottoposte alla pieve di Calepio, tra le vicaria di Calepio, detta anche Valle Calepio Inferiore, e quella di Predore, detta anche della Valle Calepio Superiore (Beneficiorum ecclesiasticorum 1577). Entro quest'ultima erano confluite, come attestato nei verbali della visita pastorale dell'arcivescovo di Milano, le parrocchie di San Giovanni Battista di Predore, Santa Maria Maddalena di Tavernola, di Santa Maria di Vigolo, di San Colombano di Parzanica; mentre nella pieve di Calepio comparivano le parrocchie di San Lorenzo di Calepio, San Lorenzo di Tagliuno, San Giorgio di Credaro, San Marco del Foresto, San Filastro di Villongo, San Giovanni Battista di Viadanica, San Martino di Adrara, San Martino di Sarnico, Santa Maria di Paratico (Visita Borromeo 1575)

In occasione della visita pastorale del vescovo Barbarigo, avvenuta nel 1659, la vicaria foranea di Predore risultava composta dal medesimo nucleo di parrocchie, ossia Predore, Tavernola, Vigolo e Parzanica (Montanari 1997). E ancora nell'intera serie dei registri manoscritti relativi allo Stato del clero della diocesi di Bergamo, contenenti le relazioni dei vicari foranei circa l'assetto delle parrocchie da essi visitate a partire dall'anno 1734, la parrocchia di Predore risultava a capo di una circoscrizione vicariale che si mantenne stabile nei propri confini (Stati del clero 1734-1822).
La parrocchia di Predore restò a capo dell'omonima vicaria, comprensiva delle suddette quattro comunità, fino alle successive modifiche dell'assetto territoriale della diocesi di Bergamo. Dal 1971, sotto l'episcopato di Clemente Gaddi, in seguito alla riorganizzazione territoriale diocesana in zone pastorali (decreto 28 giugno 1971), la diocesi venne divisa in diciotto circoscrizioni e la vicaria di Predore, insieme alle parrocchie delle vicarie di Calepio, Telgate e con l'aggiunta della parrocchia di Bolgare gravitante sulla Val Calepio, entrò a far parte della zona pastorale XIII. A quest'epoca la vicaria di Predore, si presentava inalterata nei suoi confini che comprendevano sempre le medesime quattro parrocchie di Predore, Parzanica, Tavernola e Vigolo.
Con l'abolizione dei vicariati foranei e l'erezione dei vicariati locali nella diocesi, fu istituito il vicariato di Predore, in cui confluirono le suddette parrocchie, con l'aggiunta di Adrara San Rocco, Adrara San Martino, Collepiano, Costa d'Adrara, Credaro, Foresto Sparso, Gandosso, Paratico, Sarnico, Viadanica, Villongo Sant'Alessandro, Villongo San Filastro, provenienti dal vicariato di Calepio (decreto 27 maggio 1979). Francesco Beschi, Vescovo di Bergamo, dal 2018 ha riformato l’organizzazione vicariale portando alla fusione del vicariato di Predore e del vicariato di Calepio nella nuova Comunità Ecclesiale Territoriale Calepio - Predore.

## Società

### Evoluzione demografica
Abitanti censiti

## Amministrazione

Il municipio

Il sindaco è Paolo Bertazzoli, della lista Insieme per Predore, eletto il 16/05/2011 ed attualmente impegnato nel suo secondo mandato.
| Periodo | Periodo   | Primo cittadino  | Partito                          | Carica  | Note        |
| ------- | --------- | ---------------- | -------------------------------- | ------- | ----------- |
| 2006    | 2011      | Lorenzo Girelli  | lista civica                     | Sindaco |             |
| 2011    | 2016      | Paolo Bertazzoli | lista civica                     | Sindaco |             |
| 2016    | 2021      | Paolo Bertazzoli | lista civica Insieme per Predore | Sindaco | II mandato  |
| 2021    | in carica | Paolo Bertazzoli | lista civica Insieme per Predore | Sindaco | III mandato |